# Знам'янська волость (Валківський повіт)
Знам'янська волость — історична адміністративно-територіальна одиниця Валківського повіту Харківської губернії з центром у селі Знам'янське.
Станом на 1885 рік складалася з 3 поселень, 3 сільських громад. Населення — 2380 осіб (1250 осіб чоловічої статі та 1130 — жіночої), 411 дворових господарств.
|                     | Площа, десятин | У тому числі орної, дес. |
| ------------------- | -------------- | ------------------------ |
| Сільських громад    | 1308           | 1230                     |
| Приватної власності | 6793           | 2657                     |
| Іншої власності     | 33             | 33                       |
| Загалом             | 8134           | 3920                     |

Основне поселення волості станом на 1885:
- Знам'янське — колишнє власницьке село при річці Івани за 15 верст від повітового міста, 1396 осіб, 253 двори, православна церква, школа, щорічний ярмарок.

Найбільше поселення волості станом на 1914 рік:
- село Знам'янське — 1572 мешканців.

Старшиною волості був Нещеретний Михайло Григорович, волосним писарем — Шилов Опанас Митрофанович, головою волосного суду — Видря Михайло Михайлович.